# Millonarios FC

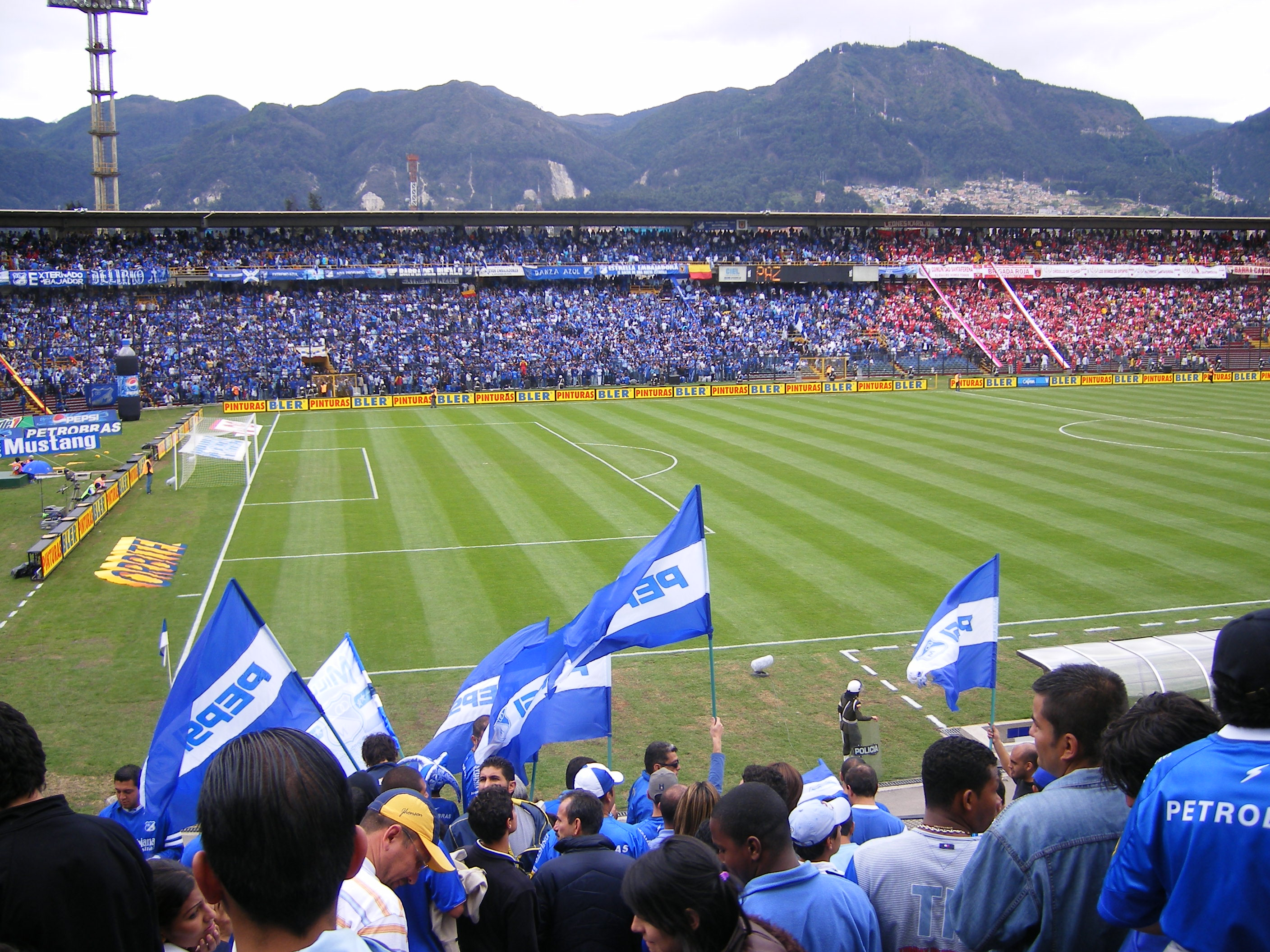
Zuschauerkulisse im Stadion El Campín, 2007

Der Millonarios Fútbol Club, bis April 2011 als Club Deportivo Los Millonarios bekannt, ist ein kolumbianischer Fußballverein aus Bogotá. Die Vereinsfarben sind Blau und Weiß. Die Spiele gegen Santa Fe gelten als Clásico bogotano und sind ein Höhepunkt im kolumbianischen Fußballkalender.

## Geschichte
Der in seiner heutigen Form am 18. Juni 1946 gegründete Club ging aus dem bereits 1937 begründeten Fußballverein Deportivo Municipal hervor. Die erfolgreichste Zeit hatte der Verein in den frühen 1950er-Jahren mit Spielern wie Alfredo Di Stéfano. Im Dezember 1951 gewann das „blaue Ballett“ als erster kolumbianischer Verein gegen eine argentinische Mannschaft (3:1 gegen Racing Club Avellaneda). Im März 1952 wurde Real Madrid im Estadio Santiago Bernabéu mit 4:2 besiegt. Es war der erste Sieg eines kolumbianischen Teams in Europa. In den folgenden Jahren absolvierte Millonarios noch öfters Spiele in Europa und erhielt daher den Spitznamen „Los Embajadores“ („Die Botschafter“).
1949 gewann CD Los Millonarios den ersten kolumbianischen Meistertitel. Es folgten zwölf weitere Meisterschaften und zwei Pokalsiege (1953, 1963). Von Mai bis November 1999 blieb die Mannschaft in 29 Begegnungen ungeschlagen. Der Klub nahm an allen vier Turnieren um die Copa Merconorte teil. Nachdem man 2000 im Finale noch an Atlético Nacional gescheitert war, konnte Millonarios 2001 den Titel gewinnen.
Seit einigen Jahren befindet sich der Verein in finanziellen Schwierigkeiten. Die wirtschaftlichen Probleme führten auch zu fehlenden sportlichen Erfolgen. Im April 2011 wurde der Verein auf Millonarios Fútbol Club umbenannt. Im Oktober des Jahres gewannen die Millonarios in den beiden Finalspielen des Pokalwettbewerbes gegen Boyacá Chicó FC jeweils mit 1:0 und gewannen damit den ersten Titel in mehr als 20 Jahren.
In der Rückserie 2012 konnte Millonarios seinen ersten Meistertitel seit 1988 gewinnen. Den 15. Meistertitel gewann Millonarios in der 2017-II, und den 16. in der 2023-I.

## Stadion
Das Heimstadion der Millonarios ist das 1938 eröffnete Estadio Nemesio Camacho („El Campín“) in Bogotá mit einer Kapazität von 46.018 Plätzen.

## Erfolge
- Copa Merconorte: 2001
- Meister von Kolumbien: (16×): 1949, 1951, 1952, 1953, 1959, 1961, 1962, 1963, 1964, 1972, 1978, 1987, 1988, 2012-II, 2017-II, 2023-I
- Pokal von Kolumbien (4×): 1952/53, 1963, 2011, 2022
- Superliga de Colombia: 2018, 2024

## Bekannte Spieler und Trainer
| Spieler - Alfredo Di Stéfano - Adolfo Pedernera - Néstor Rossi - Marino Klinger - Gabriel Ochoa Uribe - Carlos Valderrama - Sergio Goycochea - Amadeo Carrizo - Willington Ortiz - John Jairo Mosquera - Arnoldo Iguarán Trainer - Gabriel Ochoa Uribe - Adolfo Pedernera - Juan Hohberg |

## Trainer
- Francisco Zuluaga (1967) Co-Trainer, (1968–1969) Trainer,
- Todor Veselinović (1982)
- Jorge Luis Pinto (1984–1985, 1998–1999, ab 2019)
- Ricardo Lunari (2014–2015)[1]
- Rubén Israel[2]
- Diego Cocca (2016)[3]
- Miguel Ángel Russo (2016–2018)[4]
- Alberto Gamero (2020–2024)